# Frank Mascara
Frank Robert Mascara (Belle Vernon, 19 gennaio 1930 – Monongahela, 10 luglio 2011) è stato un politico statunitense, membro della Camera dei Rappresentanti per lo Stato della Pennsylvania dal 1995 al 2003.

## Biografia
Nato a Belle Vernon in una famiglia di immigrati italiani, Mascara prestò servizio militare nell'esercito durante la seconda guerra mondiale e successivamente lavorò come contabile.
Entrato in politica con il Partito Democratico, per diversi anni operò a livello locale nella contea di Washington.
Nel 1992 si candidò alla Camera dei Rappresentanti sfidando nelle primarie il deputato in carica Austin Murphy, che lo sconfisse di misura. Due anni dopo Murphy si ritirò e Mascara, candidatosi nuovamente, riuscì a essere eletto. Negli anni successivi fu riconfermato per altri tre mandati.
Nel 2002, in seguito a una ridefinizione dei distretti congressuali che abolì la circoscrizione rappresentata da Mascara, questi si trovò a concorrere per la rielezione nel distretto rappresentato dal collega John Murtha. Al termine delle primarie democratiche, Murtha sconfisse Mascara, che abbandonò così la Camera dopo otto anni di permanenza.
Frank Mascara morì di tumore polmonare nel 2011 all'età di ottantuno anni.